# উ
Cette page contient des caractères spéciaux ou non latins. S’ils s’affichent mal (▯, ?, etc.), consultez la page d’aide Unicode.
উ, transcrit u, est une voyelle de l’alphasyllabaire assamais-bengali.

## Représentations informatiques
Ses caractères Unicode sont :
| formes       | représentations | chaînes de caractères | points de code | descriptions                  | note |
| ------------ | --------------- | --------------------- | -------------- | ----------------------------- | ---- |
| indépendante | উ               | উ                     | U+0989         | lettre bengali u              |      |
| dépendante   | ◌ু               | ু                      | U+09C1         | diacritique voyelle bengali u |      |